# 流沙河 (拉萨河流)
流沙河是拉萨市城关区北部的一条季节性河流。

## 简介
该河是夺底沟和娘热沟的水流汇流而成的季节性河流，每年5月至10月为该河的有水期。该河自夺底沟经娘热沟到达拉鲁湿地北角。该河也是拉萨市的主要泄洪道之一。